# Панцирные бояре

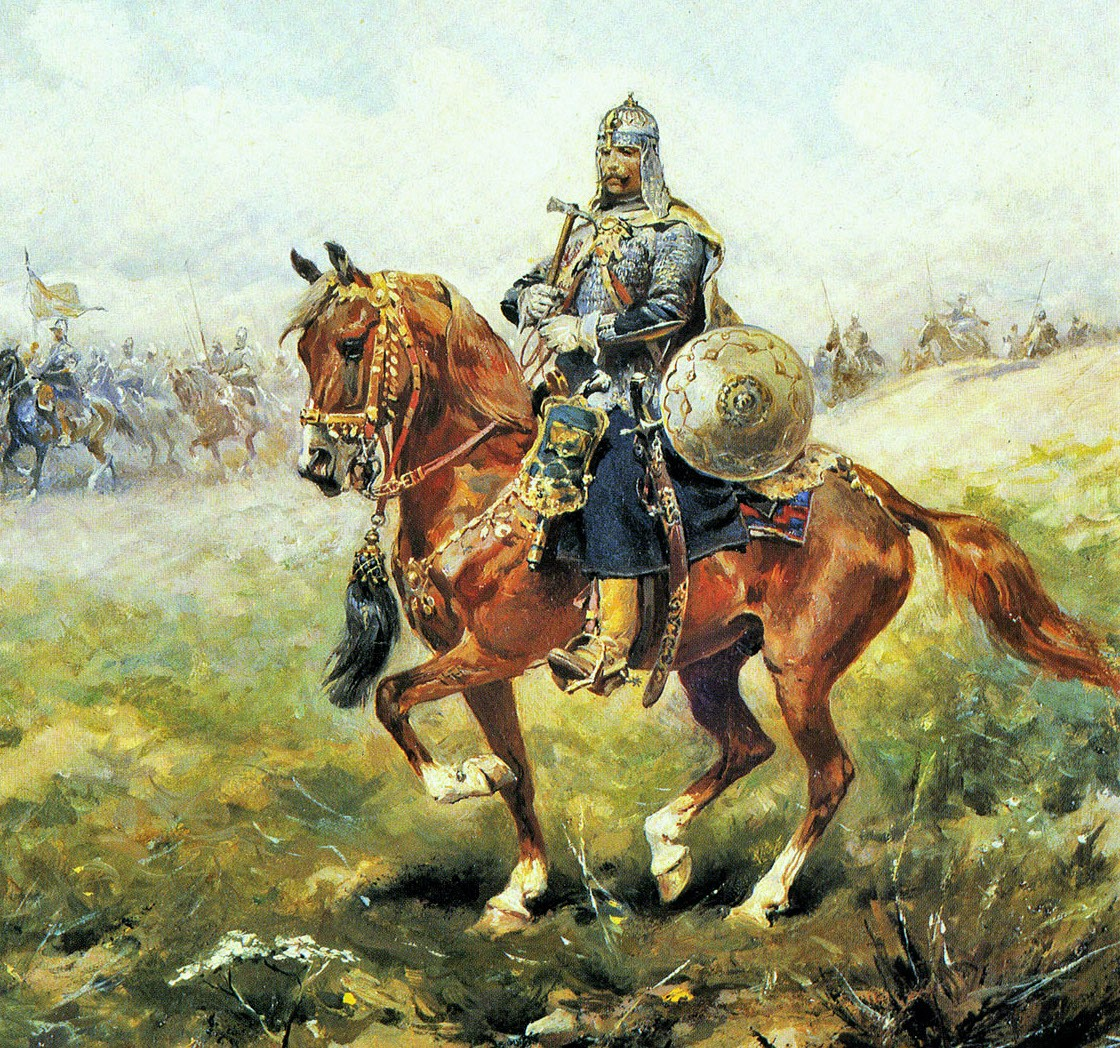
Юзеф Брандт. «Товарищ панцирной хоругви». 1890 год

«Па́нцирные боя́ре», Бояре панцырные — вольные военные хлебопашцы, категория населения в Великом княжестве Литовском (ВКЛ) XVII—XVIII веков.
В панцирные бояре поступали из вольных людей, сельских мещан и шляхты. Они подчинялись власти местного замка (литвинского магната) и были обязаны нести полицейскую и военную службу. В военное время из них сформировывались панцирные хоругви.

## История
Одной из земель (стран) Руси было Полоцкое княжество, ранее выделившееся из состава древнерусского государства, а с XIV века входившее в состав ВКЛ.
Бояре панцырные происходили из «панцирных слуг», которые должны были нести службу на коне в тяжёлом «панцирном» вооружении с копьём, саблей, а позже — и с пистолетами. Освобождались от повинностей. Позже их стали привлекать к службе в мирное время в качестве полицейских, курьеров и так далее.
Панцирные бояре, как и грунтовые казаки, занимали промежуточное положение между крепостными крестьянами и шляхтой. В шляхетское сословие не входили. Жили преимущественно на территории Полоцкого и Витебского воеводств ВКЛ.
Согласно великокняжеским привилеям панцирные бояре имели земельные наделы с правом наследования, за это несли военную службу. Некоторые владели крестьянами, но большинство из них обрабатывали землю сами; им разрешалось жить в городах и заниматься ремёслами и торговлей.
После захвата Смоленской земли в Русское государство панцирные бояре были причислены в дворцовое ведомство и «во всём поверстаны» с дворцовыми крестьянами, даны права казаков. В 1782 году их было 6168 человек. 3412 панцирных бояр в 1807 году переведены в городовые казаки, остальные записаны в разряд государственных крестьян.